# Орлов, Михаил Георгиевич
Михаи́л Гео́ргиевич Орло́в (29 июля 1928 — 7 декабря 2006) — советский дипломат. Чрезвычайный и полномочный посол.

## Биография
Сын советского министра Георгия Михайловича Орлова. На дипломатической работе с 1960 года.
- В 1960—1964 годах — сотрудник Посольства СССР в Ираке.
- В 1964—1966 годах — сотрудник центрального аппарата МИД СССР.
- В 1966—1971 годах — первый секретарь, советник Посольства СССР в Судане.
- В 1972—1974 годах — на ответственной работе в центральном аппарате МИД СССР.
- В 1974—1981 годах — генеральный консул СССР в Стамбуле (Турция).
- С 10 августа 1981 по 10 апреля 1987 года — чрезвычайный и полномочный посол СССР на Сейшельских островах[2].
- С 16 мая 1983 года — чрезвычайный и полномочный посол СССР на Коморских Островах по совместительству[3].

## Награды
- Медаль «За трудовую доблесть».
- Медаль «Ветеран труда».
- Почётная грамота Президиума Верховного Совета РСФСР.